# Paweł Wilk
Paweł Wilk (ur. 5 kwietnia 1984 w Mielcu) – polski piłkarz ręczny, prawoskrzydłowy, wychowanek i zawodnik Stali Mielec.
W latach 2004–2006 oraz sezonach 2007/2008 i 2009/2010 grał ze Stalą Mielec w I lidze. W sezonach 2006/2007 i 2008/2009 występował w Ekstraklasie, a od 2010 gra w Superlidze. W sezonie 2011/2012, w którym rozegrał 25 meczów i rzucił 41 bramek, zdobył z mielecką drużyną brązowy medal mistrzostw Polski. W sezonie 2016/2017 był najlepszym strzelcem Stali Mielec w Superlidze – w 28 meczach zdobył 112 goli. W sezonie 2018/2019 ustanowił własny rekord rzuconych bramek w Superlidze – w 35 spotkaniach rzucił 117 bramek.
Będąc graczem Stali Mielec, występował także w europejskich pucharach. W sezonie 2011/2012 zagrał w dwumeczu 3. rudny Challenge Cup z greckim AC Diomidis Argous (28:27; 26:30), w którym zdobył pięć goli. W sezonie 2012/2013 wystąpił w czterech spotkaniach Pucharu EHF, w których rzucił dziewięć bramek.

## Osiągnięcia
Stal Mielec
- 3. miejsce w Superlidze: 2011/2012